# Asociación Histórica del Estado de Texas
La Asociación Histórica del Estado de Texas (AHET) es una organización sin ánimo de lucro (OSAL), dedicada a la Historia de Texas. Fue fundada el 2 de marzo de 1897 en Austin, Texas, Estados Unidos. En noviembre de 2008, TSHA trasladó su oficina de Austin a la Universidad del Norte de Texas en Denton, Texas. En 2015, las oficinas se transfirieron nuevamente a la Universidad de Texas en Austin. La TSHA publica el Handbook of Texas, una enciclopedia completa de la geografía, la historia y las figuras históricas de Texas.

## Junta directiva
El consejero delegado es Jesús F. de la Teja y el historiador jefe es Walter L. Buenger. La presidenta de la asociación (2018-2019) fue Sarita Hixon; la presidenta anterior fue (2017-2018) Paula Mitchell Marks. Otros expresidentes fueron Steve Cook (2016-2017), Lynn Denton (2015-2016), John L.Nau III (2014-2015), Gregg Cantrell (2013-2014), Watson Arnold (2012-2013), Merline Pitre (2011-2012), Dianne Garrett Powell (2010-2011), Walter L. Buenger (2009-2010), Robert A. Calvert (1989-1990) de la Universidad de Texas A&M, Alwyn Barr (1992-1993) de la Universidad Texas Tech y Jerry D. Thompson (2001-2002) de la Universidad Internacional de Texas A&M ubicada en Laredo, Texas.

## Programas educativos
- Departamento de Educación: Fundado en 1939, busca promover la enseñanza de la historia de Texas en las escuelas del estado.

- Junior Historians of Texas: Un programa extracurricular para estudiantes de cuarto a duodécimo grado.

- Día de la Historia de Texas: Brinda una oportunidad para que los estudiantes desarrollen su conocimiento de la historia en una feria anual de historia a nivel estatal para estudiantes de sexto a duodécimo grado.

- Talleres de concienciación histórica; ayuda a los educadores a desarrollar estrategias de enseñanza para contenido informativo y aplicaciones prácticas en el aula.

- Heritage Travel Program: un seminario itinerante de una semana sobre un tema específico de la historia de Texas que se lleva a cabo en verano.

## Publicaciones
La organización publica el Handbook of Texas, una enciclopedia de seis volúmenes, sobre la historia, la cultura y la geografía de Texas. El Manual de Texas en línea es proporcionado por la Asociación para la Investigación Histórica de Texas.